# کره (لبنیات)

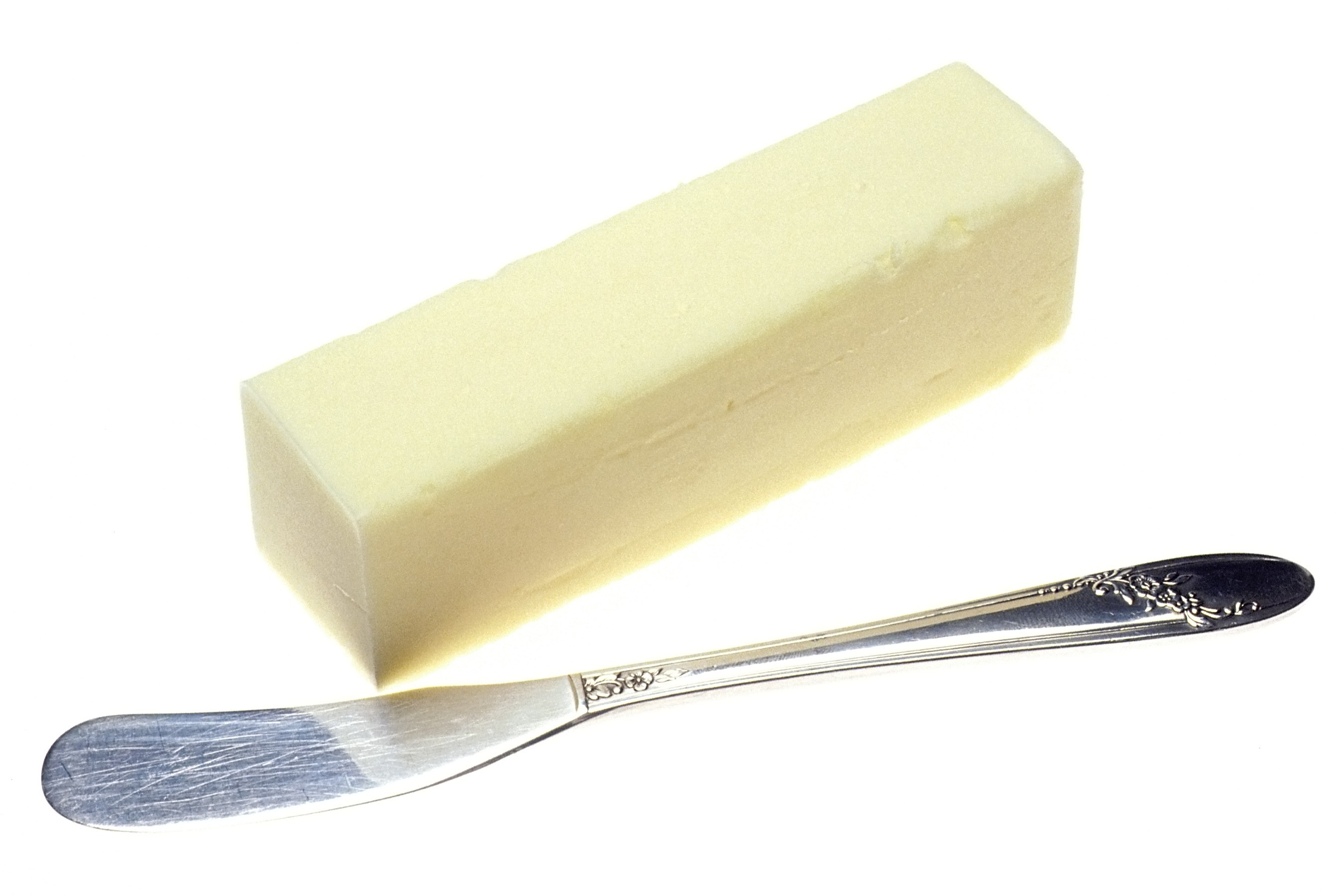
کره بیشتر به‌صورت قالبی فروخته می‌شود و برای مصرف آن معمولاً «کاردِ کره» به‌کار می‌رود که به‌صورت محلی نیز به فروش می‌رسد.

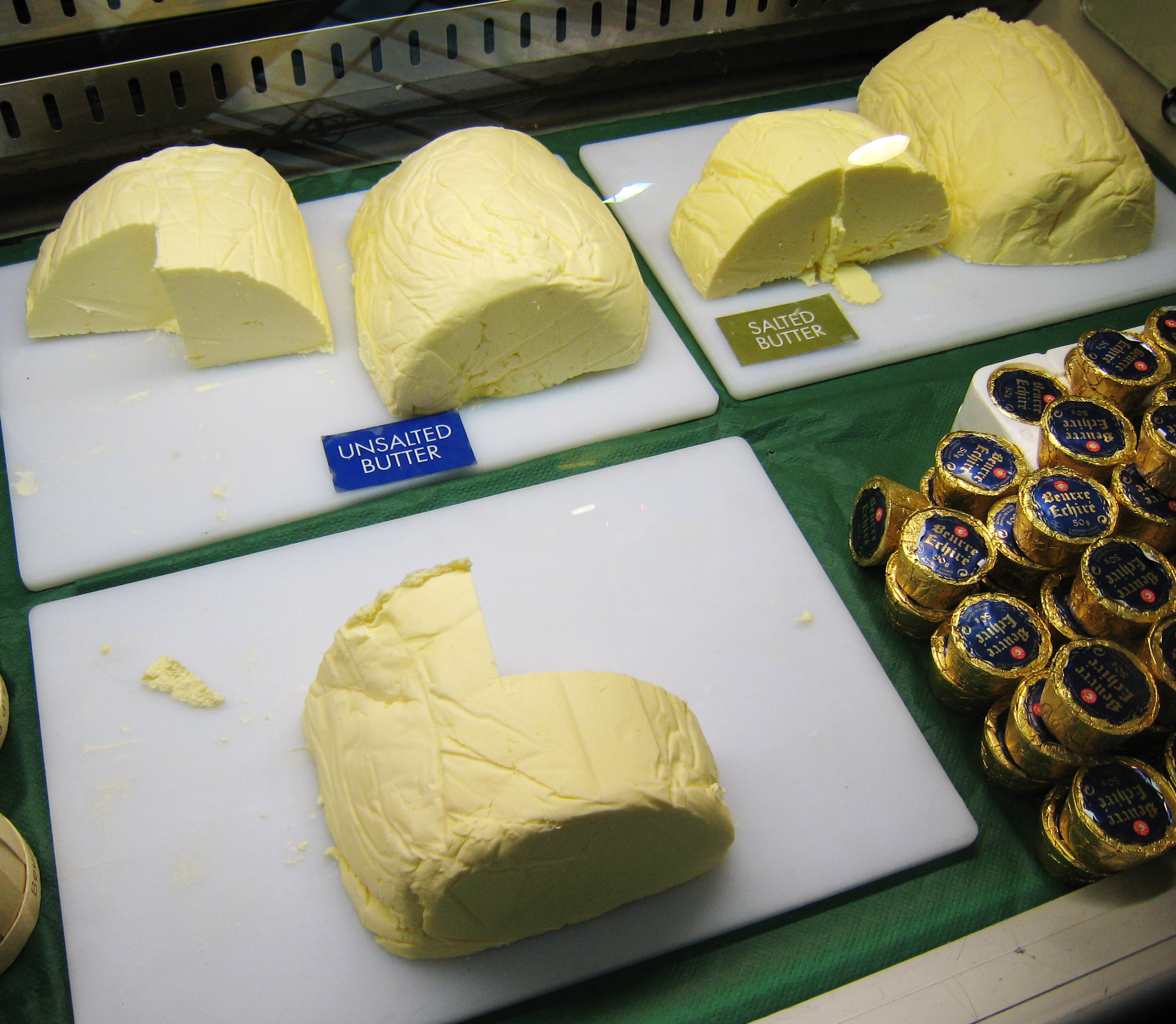
کره، در بازاری در لندن، ۲۰۰۶

کَرِه یکی از فرآورده‌های شیر است که در اصل گونه‌ای چربی است و از خامهٔ شیر یا دوغ گرفته می‌شود. کره، گونه‌ای چربی ناگداخته (گرم نشده) است. کره‌ای که از خامه تهیه می‌شود، متمایل به رنگ زرد و کره‌ای که از ماست تهیه می‌شود، متمایل به رنگ سفید است. کرهٔ ماستی، در بیشتر نقاط جهان شناخته شده نیست. در صورتی که کرهٔ ماستی که از شیر گاو تهیه شده باشد، سفیدتر است و کرهٔ ماستی که از شیر حیواناتی که شیر پرچرب‌تری دارند تهیه شده‌باشد، (مانند شیر گاومیش، گوسفند، و بز) رنگی متمایل به زرد روشن دارد.
کره‌ای که به‌صورت صنعتی تهیه شده و در بیشتر فروشگاه‌ها به صورت بسته‌بندی به فروش می‌رسد، کرهٔ خامهٔ شیر است و از به هم‌زدن پیوسته خامه به دست می‌آید. در اثر هم‌زدن پیوسته، لایهٔ محافظی که روی ذرات چربی معلق در خامه وجود دارد، بریده‌شده و مولکول‌های چربی موجود در خامه، به صورت ذرات کوچک کره، به‌هم می‌چسبند. به همین ترتیب، کرهٔ ماستی، از به‌هم‌زدن شدید ماست سرد به دست می‌آید و به همین دلیل گونه‌ای بوی تخمیر مشابه به بوی ماست، طعمی مشابه به طعم ماست چکیده در کرهٔ ماستی قابل تشخیص است. در بسیاری از نقاط ایران و در لبنیاتی‌ها (فروشگاه‌های محصولات لبنی) بیشتر، منظور از کرهٔ محلی، کرهٔ ماست است.
کره از منابع مهم انرژی و ویتامین آ است و بیشتر در وعدهٔ صبحانه مصرف می‌شود. همچنین در دانش زیست‌شناسی کره در گروه لیپیدها قرار می‌گیرد. لیپید همان چربی است که آزاد شدن انرژی آن در بدن، بیشتر از دیگر مواد به طول می‌انجامد.
به‌طور کلی کره‌ها در دو دستهٔ حیوانی و گیاهی قرار می‌گیرند. کره‌های حیوانی به صورت جامد و کره‌های گیاهی با عنوان کلی مارگارین و به صورت مایع وجود دارند. مارگارین‌های جامد نوع هیدروژنه شده و اشباع هستند که خواص مارگارین واقعی را ندارند. برخی از مواقع از کره به عنوان روغن استفاده می‌شود که چربی غذاها را کم‌تر و غذا را خوش‌طعم‌تر می‌کند.
اما عنوان کره و معادل‌های خارجی آن جز در ایران، در هیچ کشوری برای مارگارین و چربی‌های گیاهی استفاده نمی‌شود.
دوغ نیز از فرایند کره‌گیری حاصل می‌شود و از فرآوری آن کشک، لور (لورک) و سیراج (سیراژ) به‌دست می‌آید.

## روش‌های سنتی تولید کره در ایران
تولید کره در ایران قدمتی به عمر ایلات، عشایر و اقوام ایرانی دارند و هر کدام برای ساخت این فرآورده لبنی روش‌هایی مختص به خود دارد.

### مشکه زنی
مشکه زنی روشی رایج در ایلات و عشایر ایرانی است. در این روش ماست را درون مشکه ریخته و آن را از یک سه‌پایه چوبی به نام مالار آویزان می‌نمایند. مشکه از پوست بز ساخته می‌شود و در برابر نشت مایعات مقاوم است. سپس مشکه را به مدتی معین تاب می‌دهند تا محتوای آن به قدر کافی زده شده و کره از دوغه جدا شود. مشکه و مالار جزو نمادهای عشایر ایرانی است که در بسیاری از آداب و رسوم این مردمان از آن استفاده می‌شود. امروزه به دلیل استقرار مردم در منازل مسکونی و آپارتمانی ، مشک های قدیمی جای خود را به دستگاه کره گیر برقی داده است.

### تِلِم زنی
تلم زنی یک روش کره‌گیری در میان اقوام مازندرانی می‌باشد. در این روش ماست را درون بشکه‌هایی استوانه‌ای از جِنس شوب ریخته و به وسیله چوبی بلند به نام تلم اقدام به زدن ماست می‌کنند. به این روش تلم زنی می‌گویند. تلم به زبان مازنی به معنای چوب بلند می‌باشد.

## سرانه تولید
سالانه ۱۰ میلیون تن کره در دنیا تولید می‌شود که ۳٫۸ میلیون تن از آن مربوط به هند است. هند به همراه ایالات متحده آمریکا و پاکستان نیمی از کره دنیا را تولید می‌کنند. نیوزلند با تولیدی قریب به نیم میلیون تن کره در سال بالاترین سرانه تولید این محصول به ازای هر فرد را دارد. بدین صورت به ازای هر فرد در نیوزلند ۹۸ کیلوگرم در سال تولید می‌باشد. در ایران با سرانه ۲ کیلوگرم کره به ازای هر نفر چیزی قریب به ۱۶۵ هزار تن کره تولید می‌کند که از نظر رتبه در جایگاه یازدهم دنیا قرار دارد.

## نگارخانه

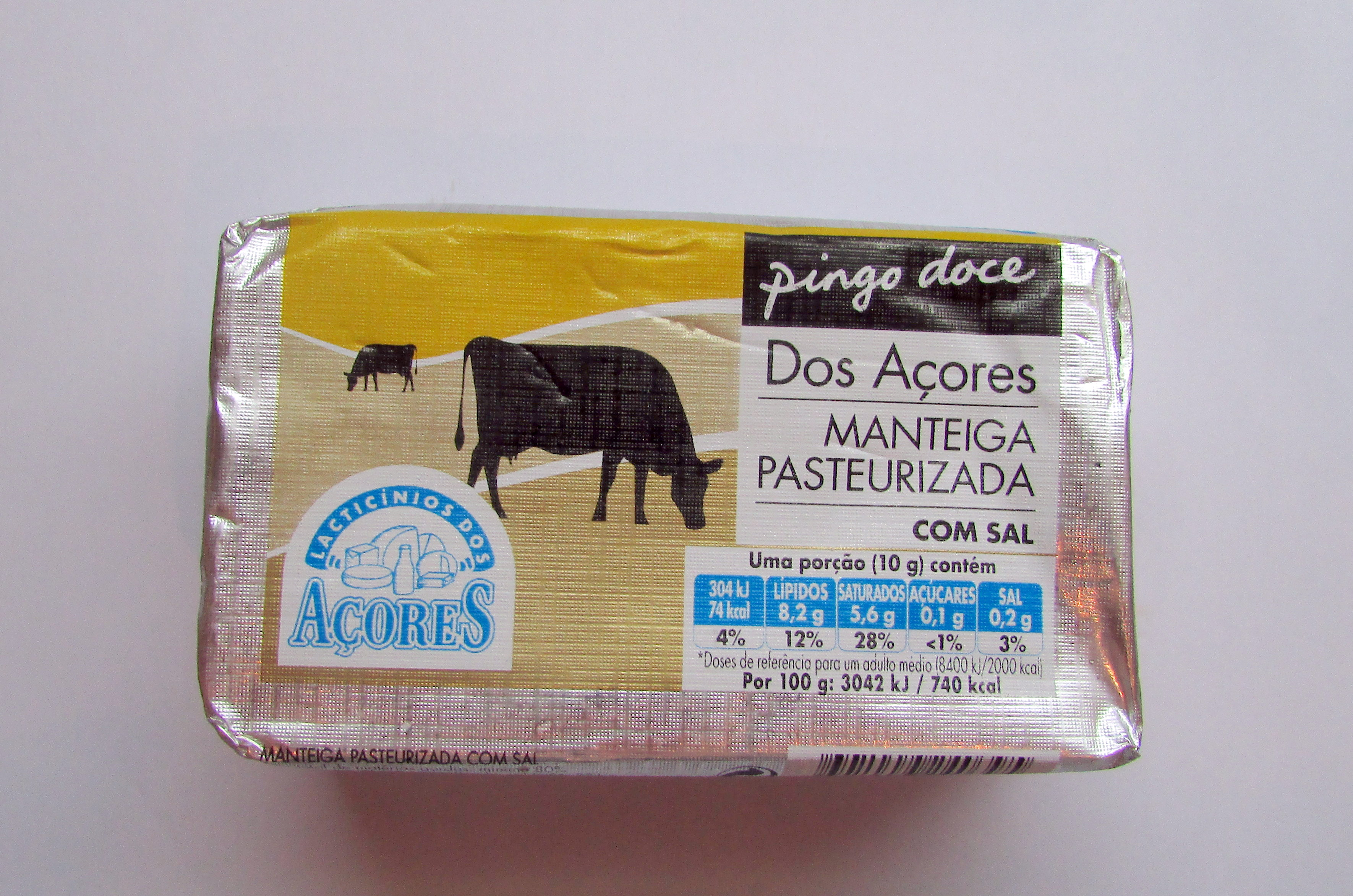
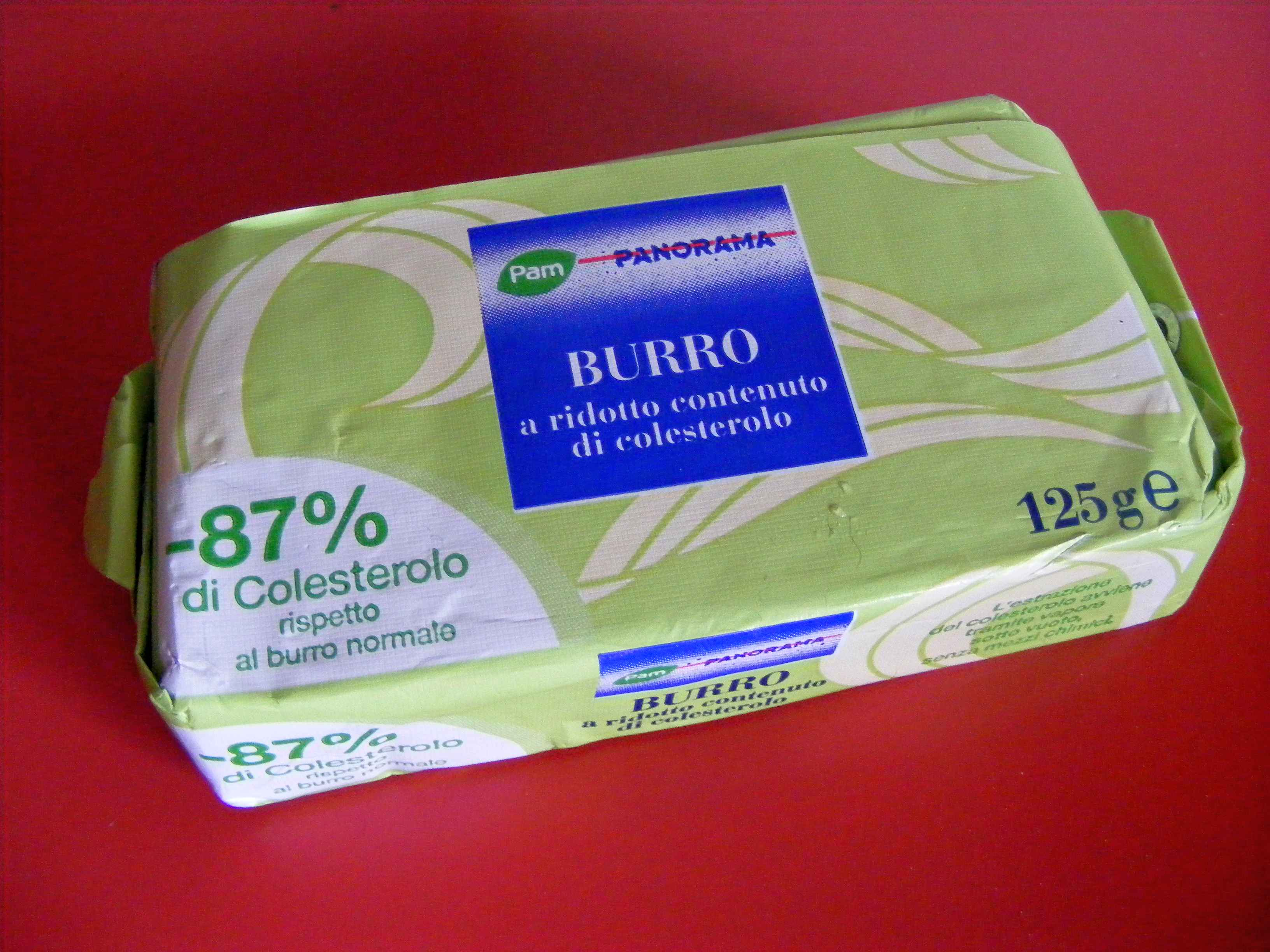
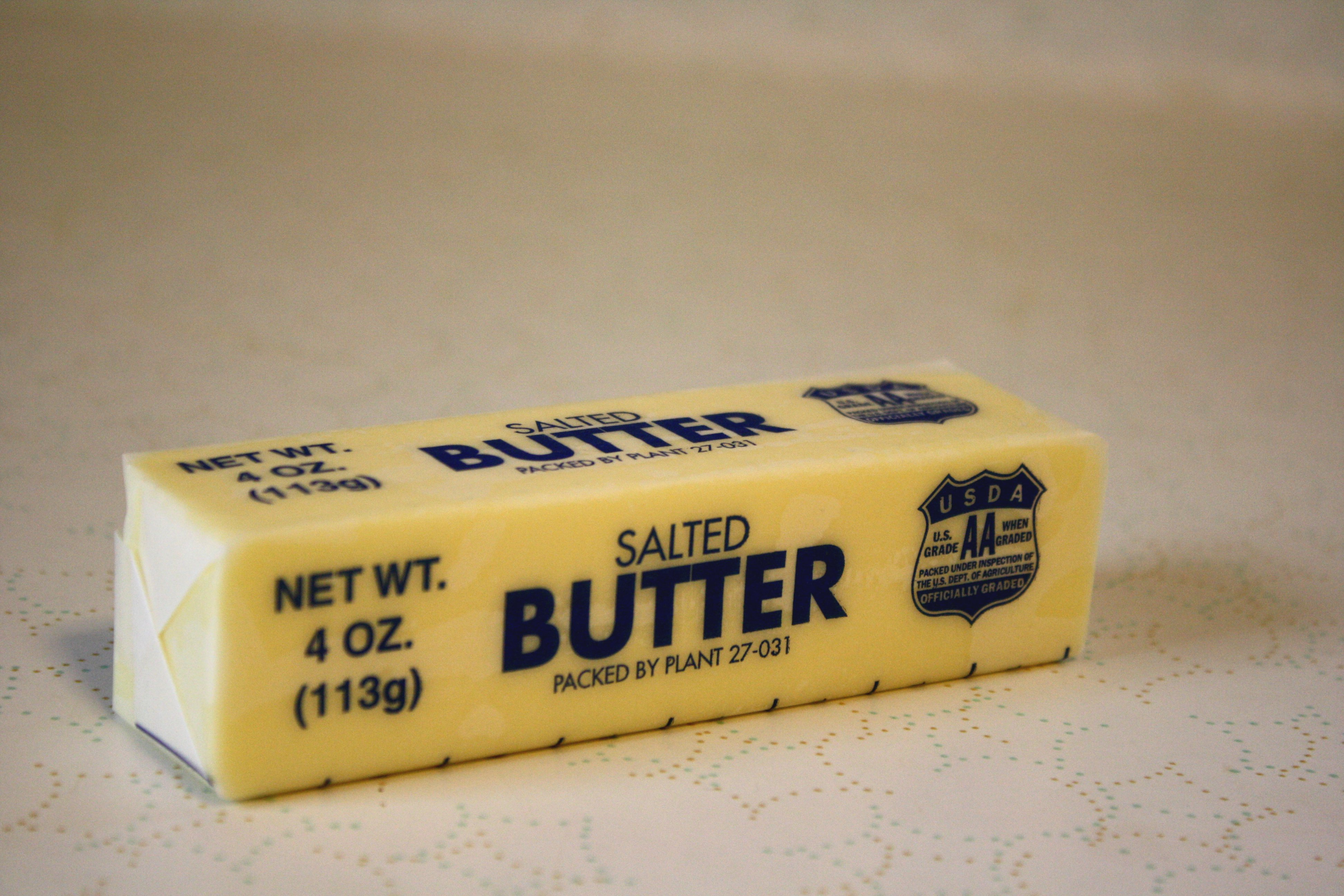
کره نمکی
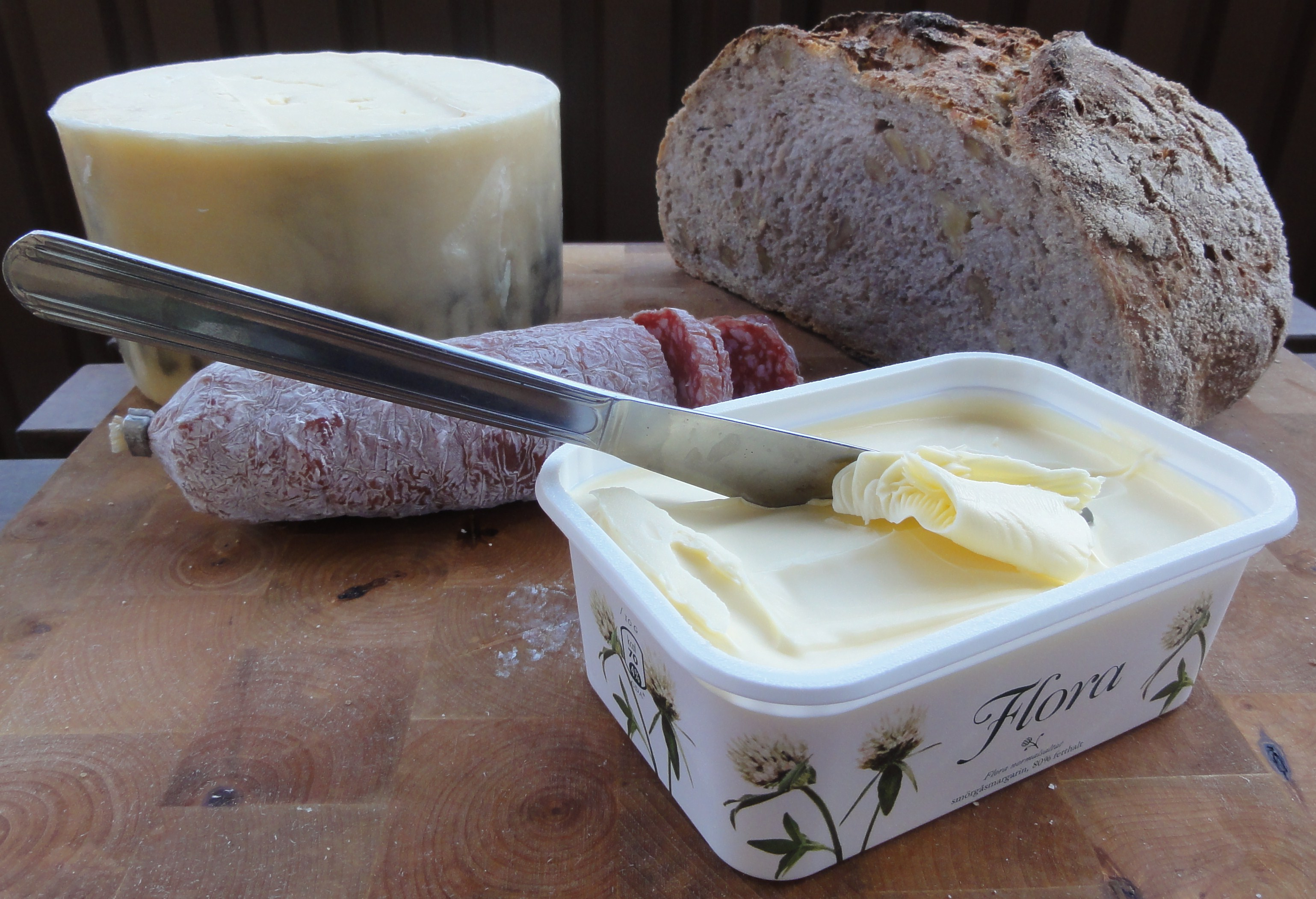
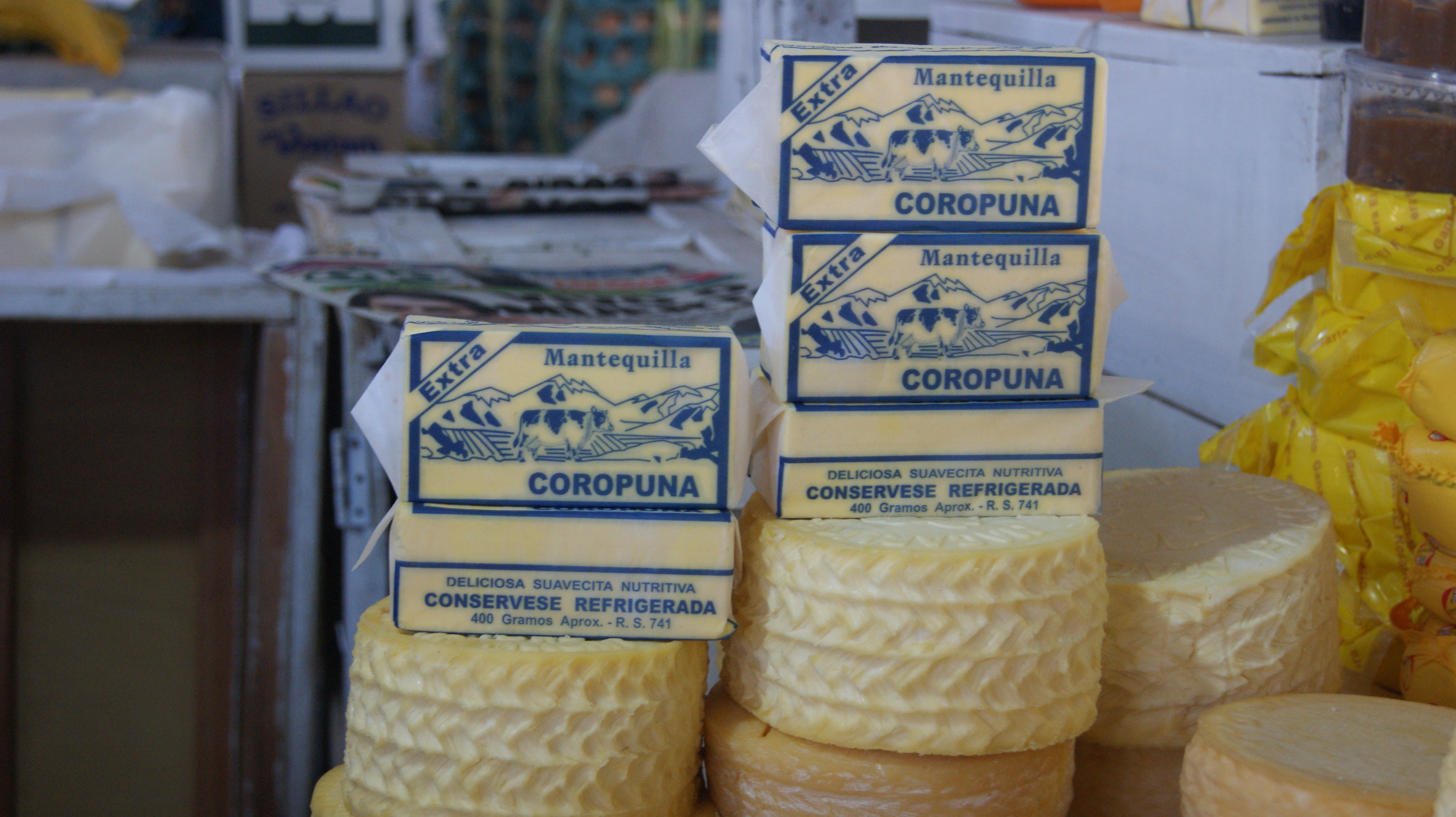
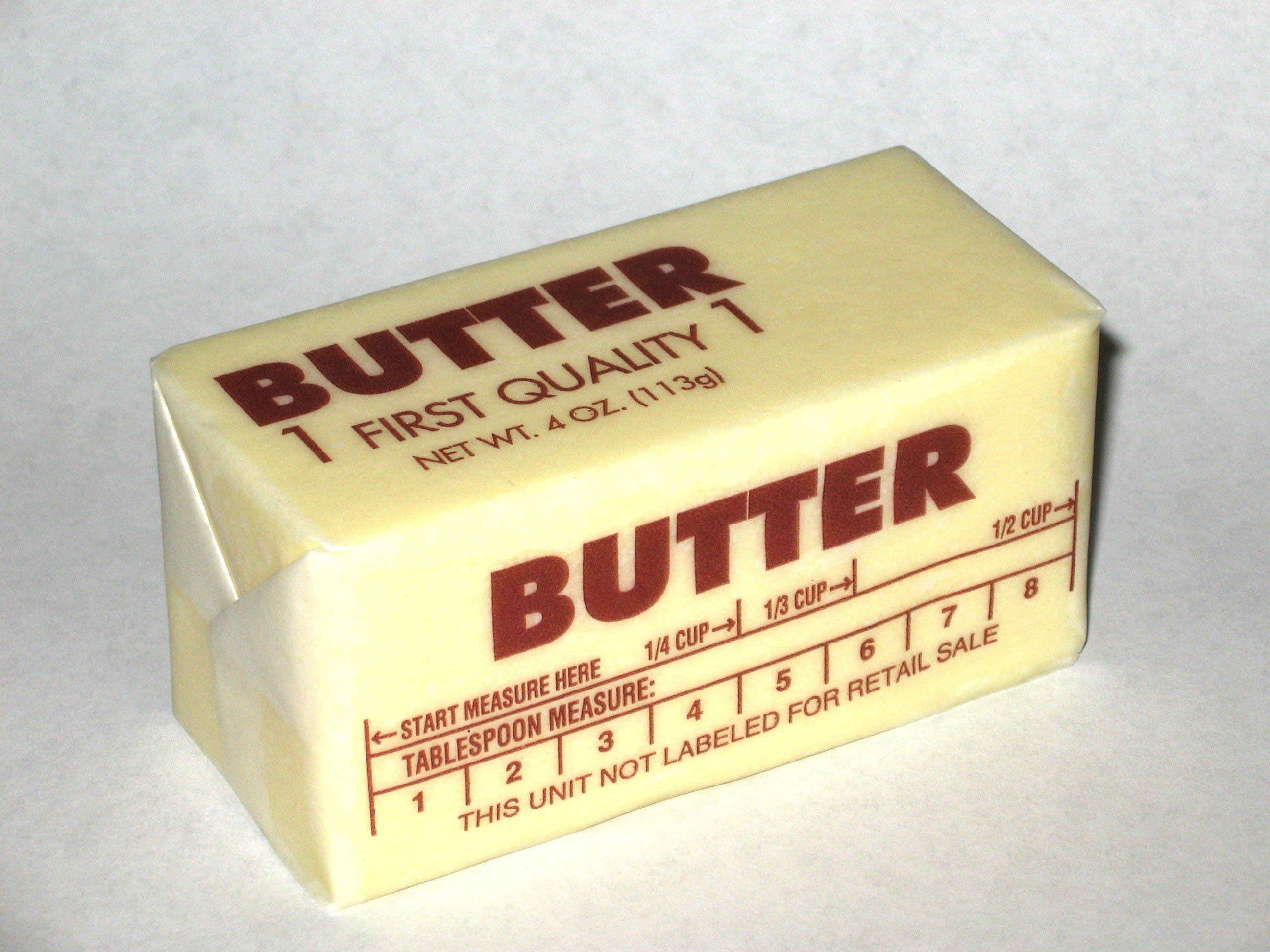
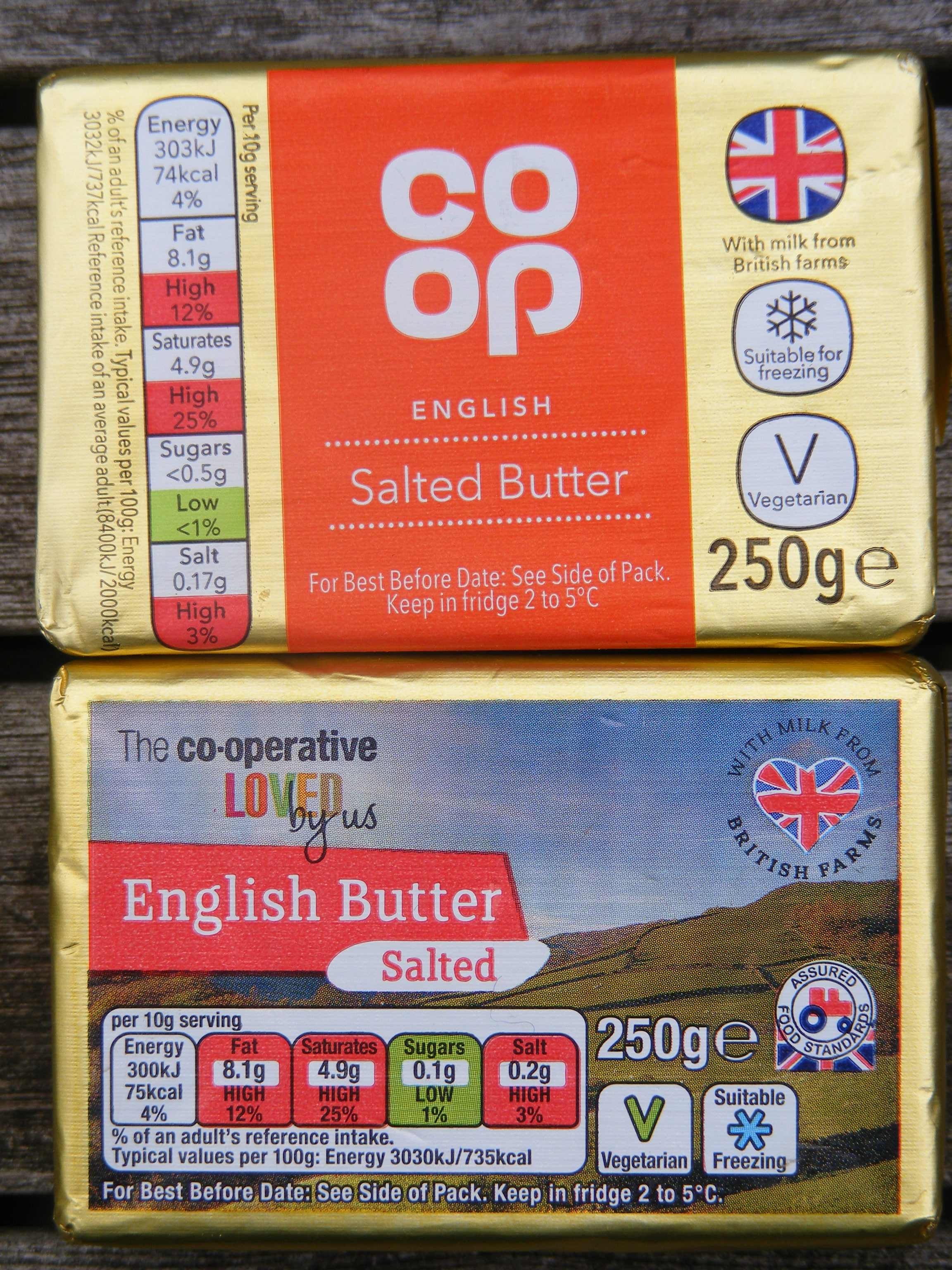